# Reinhold Festge
Reinhold Festge (* 10. November 1945 in Oelde) ist ein deutscher Unternehmer und war von 2013 bis 2016 Präsident des  Verbandes Deutscher Maschinen- und Anlagenbau (VDMA).

## Leben
Nach 1965 erworbenem Abitur leistete Festge Wehrdienst bis 1967 bei der Bundeswehr.
Danach studierte und promovierte er von 1967 bis 1973 im Bereich Humanmedizin an der Westfälischen Wilhelms-Universität Münster, dann studierte er von 1974 bis 1979 Betriebswirtschaft an der Ludwig-Maximilians-Universität München.
Ab 1980 trat er in Anstellung in das Unternehmen Haver & Boecker in Oelde ein. Von 1987 bis 2013 war er persönlich haftender Geschäftsführender Gesellschafter des Maschinenbau und Drahtweberei betreibenden Unternehmens.
Dessen Produktpalette erstreckt sich von Produkten der Verpackungs- und Aufbereitungstechnik bis zu Drahtgewebe und Drahtgewebeprodukten für die industrielle und architektonische Anwendung. Das seit 1887 bestehende mittelständische Unternehmen beschäftigt weltweit über 2700 Mitarbeiter. Der Umsatz der Gruppe lag 2012 bei 402 Millionen Euro.
Neben der unternehmerischen Tätigkeit engagiert Festge sich mit der Wahrnehmung der Interessen des Verbandes Deutscher Maschinen- und Anlagenbau: In der Zeit von 1998 bis 2004 war er Vorsitzender des Fachverbandes Bau- und Baustoffmaschinen, von 2005 bis 2011 leitete er als Vorsitzender den Landesverband Nordrhein-Westfalen. Am 18. Oktober 2013 wurde Festge in Stuttgart zum Präsidenten des VDMA gewählt. Festge schied Ende 2013 als Geschäftsführer von Haver & Boecker aus, ist aber weiterhin Gesellschafter. Er ist zudem seit vielen Jahren Mitglied und stellvertretender Vorsitzender, seit 2003 dann Vorsitzender des Kuratoriums des Marienhospitals Oelde, eines katholischen Krankenhauses in der Rechtsform einer Stiftung. Festge ist darüber hinaus Vorsitzender des Ende 2017 geschaffenen Beirats des größten deutschen Fleischkonzerns Tönnies.